# Feng Bao 1
Il Feng Bao 1 (in cinese: 风暴S, fēngbàoP, lett. "tempesta") era un lanciatore spaziale cinese in uso tra il 1972 e il 1981. È stato poi sostituito con il Lunga Marcia 2A, con cui ha in comune molte caratteristiche.
Il Feng Bao 1 è derivato dal missile balistico DF-5. In totale furono effettuati undici lanci, tutti dal centro spaziale di Jiuquan, di cui quattro terminarono con un fallimento.
| № lancio | Data              | Esito      | Note                                        |
| -------- | ----------------- | ---------- | ------------------------------------------- |
| 1        | 10 agosto 1972    | Successo   | Volo suborbitale, altezza massima 200 km    |
| 2        | 18 settembre 1973 | Fallimento |                                             |
| 3        | 12 luglio 1974    | Fallimento | Fallito per perdita del controllo d'assetto |
| 4        | 26 luglio 1975    | Successo   |                                             |
| 5        | 16 dicembre 1975  | Successo   |                                             |
| 6        | 30 agosto 1976    | Successo   |                                             |
| 7        | 10 novembre 1976  | Fallimento |                                             |
| 8        | 14 settembre 1977 | Successo   | Volo suborbitale, altezza massima 200 km    |
| 9        | 16 aprile 1978    | Successo   | Volo suborbitale, altezza massima 200 km    |
| 10       | 27 luglio 1979    | Fallimento | Fallito per malfunzionamento del 2º stadio  |
| 11       | 19 settembre 1981 | Successo   | Carico composto da 3 satelliti              |